# Asteiidae
De Asteiidae zijn een familie van tweevleugeligen (Diptera) uit de onderorde vliegen (Brachycera). Wereldwijd omvat deze familie zo'n 10 geslachten en 138 soorten.

## Onderfamilies
- Asteiinae
- Sigaloessinae

## In Nederland waargenomen soorten
- Genus: Asteia
  - Asteia amoena
  - Asteia concinna
- Genus: Leiomyza
  - Leiomyza curvinervis
  - Leiomyza dudai
  - Leiomyza laevigata
  - Leiomyza scatophagina